# Bob Burns
Robert Louis "Bob" Burns, Jr. (24. november 1950 – 3. april 2015) var en amerikansk trommeslager som var med til at starte bandet Lynyrd Skynyrd i 1964. Han opgav selv bandet i 1974 fordi han ikke kunne takle tilværelsen på turné. Han havde en gæsteoptræden med bandet i 2006. Han blev i 2015 dræbt i en trafikulykke.